# St Margaret Lothbury

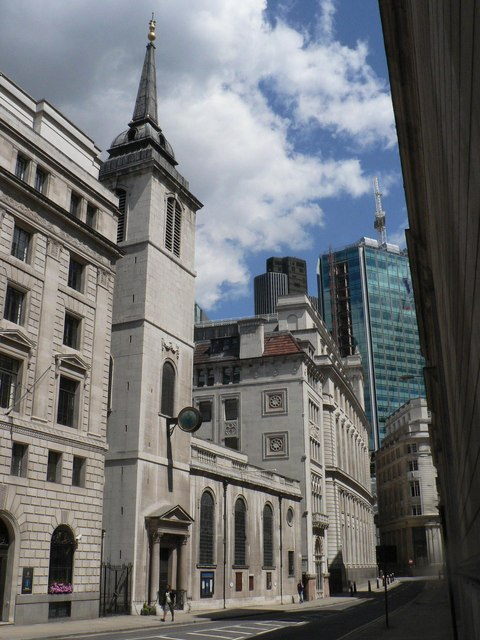
St Margaret Lothbury

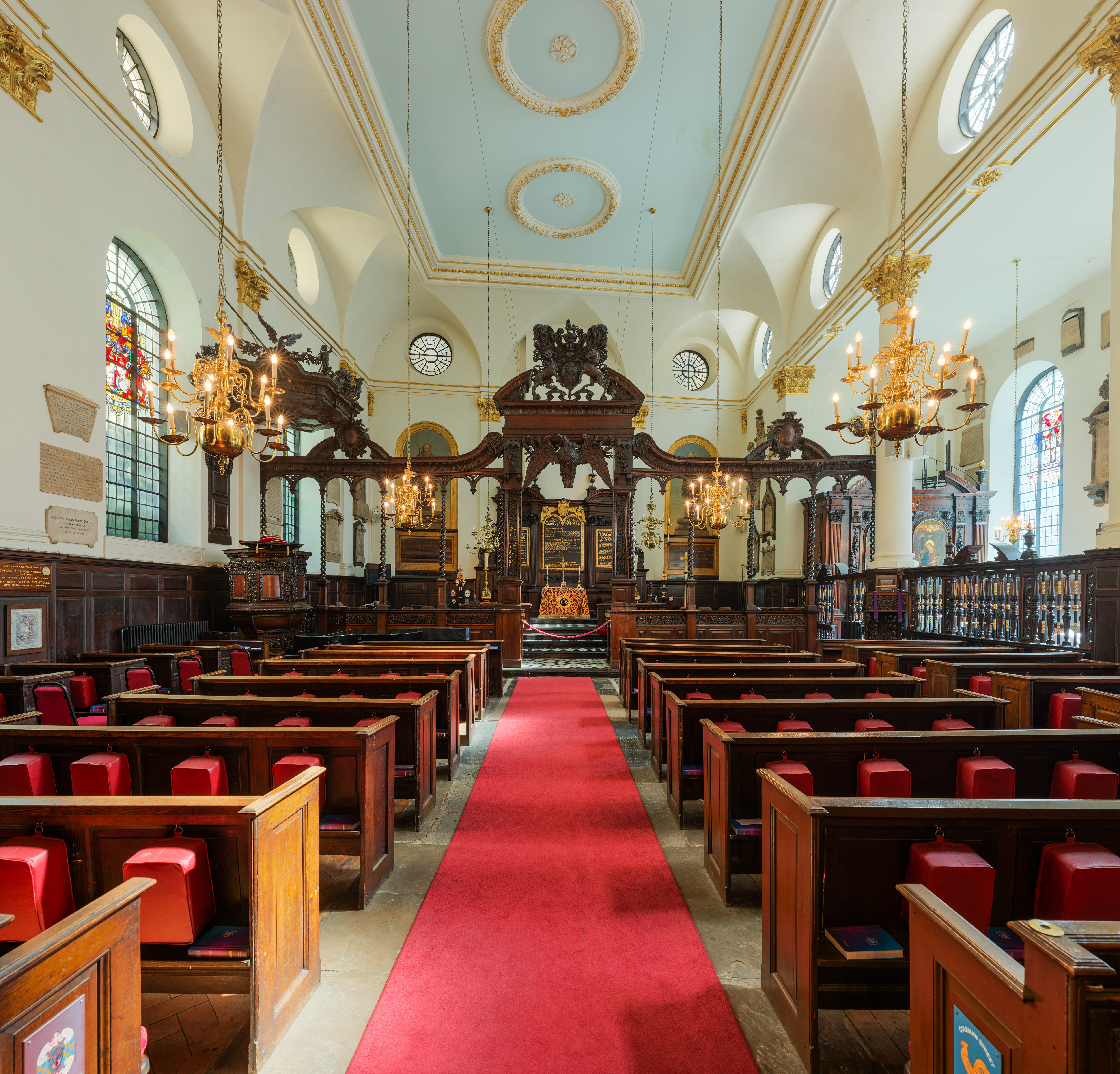
Innenraum

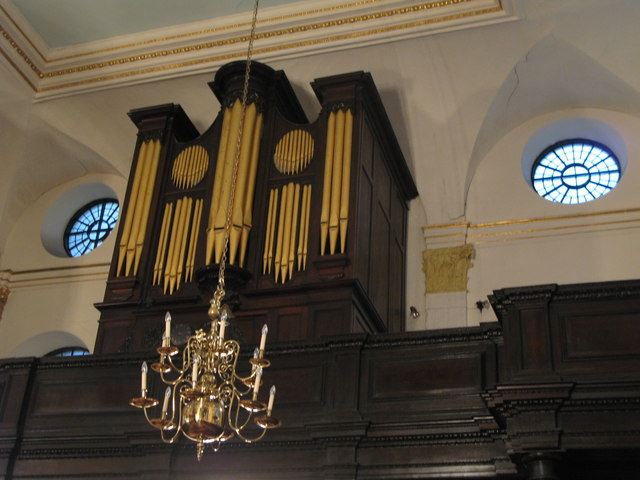
Orgel

St Margaret Lothbury ist eine anglikanische Kirche im Londoner Innenstadtbezirk City of London.

## Geschichte
Die Kirche St Margaret Lothbury fand ihre erste Erwähnung im Jahre 1185 im Besitz von Barking Abbey. 1440 erfuhr die Kirche einen vom Londoner Bürgermeister Robert Large finanzierten spätgotischen Neubau. Die Kirche wurde 1666 im Großen Brand von London zerstört, aber 1686 bis 1690 von Christopher Wren wiederaufgebaut. 1781 wurde das Pfarrgebiet mit dem der (gleichfalls von Wren errichteten) abgebrochenen Kirche St Christopher le Stocks, 1887 mit dem von St Olave Old Jewry  vereinigt.

## Architektur
Der Kirchenbau ist mit seiner Seitenfassade und dem anschließenden Turm vollständig in die großmaßstäbliche viktorianische Bebauung von Lothbury eingebunden, die der Turm lediglich mit seinem als Obelisk ausgebildeten Helmaufbau überragt. Wie bei mehreren der von Wren entworfenen Kirchenbauten entstand auch hier eine Saalkirche mit straßenseitigem Seitenschiff, das von dem mit einer durchfensterten Voutendecke geschlossenen Kirchenraum durch korinthische Säulen abgetrennt ist. 
Die Kirche weist eine reiche Ausstattung der Erbauungszeit auf, die teilweise aus anderen der Londoner Wren-Kirchen ergänzt wurde. Altarwand, Kommunionschranken und Taufbecken stammen aus der Kirche St Olave Old Jewry und werden Grinling Gibbons zugeschrieben. Der Altar des Seitenschiffs mit den Gemälden von Moses und Aaron wurde 1781 aus St Christopher le Stocks übertragen. Die weitgehend im Originalzustand erhaltene Orgel wurde 1801 von George Pike England erbaut und 1984 restauriert.